# هربرت دوفوس
سر هربرت دوفوس (انگلیسی: Sir Herbert Duffus)؛ زادهٔ ۳۰ اوت ۱۹۰۸ – درگذشته ۲۲ اکتبر ۲۰۰۲) یک سیاست‌مدار اهل جامائیکا بود.